# خوزه پارا مارتینز
خوزه پارا مارتینز (اسپانیایی: José Parra Martínez‎؛ زادهٔ ۲۸ اوت ۱۹۲۵-درگذشتهٔ ۲۹ فوریهٔ ۲۰۱۶ (۹۰ سال)) یک بازیکن فوتبال اهل اسپانیا بود.
از باشگاه‌هایی که وی در آن بازی کرد می‌توان به اسپانیول اشاره کرد.
وی همچنین در تیم ملی فوتبال اسپانیا بازی کرده است.